# Фам Ки Нам
Фам Ки Нам (вьет. Phạm Kỳ Nam; 1928—1984), также был известен как Фам Хиеу Зан (вьет. Phạm Hiếu Dân) — вьетнамский кинорежиссёр, снявший первый полнометражный художественный фильм Северного Вьетнама. Заслуженный артист Вьетнама (1984). Народный артист Вьетнама (2012, посмертно).

## Биография
Фам Ки Нам является одним из немногих вьетнамских кинематографистов, кто искусству кино обучался во Франции. Как и другие начинающие режиссёры развивающихся стран, он закончил в Париже Институт высших кинематографических исследований (IDHEC).
Член Французской коммунистической партии.

### Карьера
В 1959 году, под именем Фам Хиеу Зан, стал одним из режиссёров первого полнометражного художественного фильма Северного Вьетнама «На берегах одной реки» (1959). В этом же году фильм принял участие в конкурсной программе I Московского международного кинофестиваля. Этим фильмом Фам Ки Нам открыл будущую северовьетнамскую кинозвезду Фи Нга.
В 1962 году снял фильм «Сестрёнка Ты Хау» (1962), который в 1963 году, под названием «Женщина с южного берега», был представлен в конкурсной программе III Московского международного кинофестиваля и завоевал там Серебряную премию. Этим фильмом режиссёр открыл ещё одну будущую северовьетнамскую кинозвезду Ча Зянг.
В 1964 году, на съёмках фильма «Море огня» (1965), Фам Ки Нам познакомился с 20-летней театральной актрисой Тхань Ту, которую он отобрал из множества претенденток на одну из ролей в этом фильме. Это была её первая роль в кино. Так режиссёр открыл путь в кино для ещё одной будущей северовьетнамской кинозвезды. Фам Ки Нам был разведён со своей прежней женой, и между 36-летним режиссёром и молодой актрисой завязались любовные отношения, которые однако осуждались родителями девушки и окружающими. Никто не верил в серьёзность их отношений, тем не менее, в 1966 году Фам Ки Нам и 22-летняя Тхань Ту поженились. Но их союзу так и не суждено было стать счастливым, впоследствии они расстались, хотя их чувства друг к другу так и не угасли.
В первой половине 1970-х годов, в разгар Второй Индокитайской войны, Фам Ки Нам отходит от съёмок игровых фильмов и начинает снимать документальное кино о текущих событиях. Его документальный фильм «Нгуен Тхай Бинь» (1972) упоминается в советском Энциклопедическом словаре кино под названием «Вьетнамец Нгуен Тхай Бинь».
С 1970 года в Северном Вьетнаме начал регулярно проводиться национальный Вьетнамский кинофестиваль. В 1973 году, на 2-м Вьетнамском кинофестивале в Ханое, сразу два ранних игровых фильма Фам Ки Нама — «На берегах одной реки» (1959) и «Сестрёнка Ты Хау» (1962) получили главный приз «Золотой Лотос».
После подписания 27 января 1973 года в Париже Соглашения о прекращении войны во Вьетнаме, режиссёр получил возможность снять документальный фильм, о котором он давно мечтал — о французском периоде эмиграции Хо Ши Мина. В 1973 году от Министерства культуры Фам Ки Нам был направлен во Францию для сбора материала для этого фильма.
В 1974 году, в Париже с режиссёром произошла известная любопытная история. В Доме вьетнамских эмигрантов незнакомый человек передал Фам Ки Наму небольшую коробку, в которой оказалась старая киноплёнка с 5-минутным уникальным документальным киноматериалом о провозглашении Хо Ши Мином Декларации Независимости Вьетнама на площади Бадинь в Ханое 2 сентября 1945 года и создании Демократической Республики Вьетнам (ДРВ). Однако о личности кинооператора, снявшего исторические кадры, до сих пор ничего конкретного узнать не удалось. Из этих киноматериалов, Фам Ки Нам позже смонтировал документальный фильм «День Независимости 2 сентября 1945 года» (1975), который затем регулярно демонстрировался в объединённом Вьетнаме. А Фам Ки Нам после этого обрёл славу в народе, как режиссёр, добывший для страны ценнейшие кадры рождения независимого Вьетнама.
В 1978 году режиссёр возвращается к съёмкам игрового кино и снимает художественный фильм «Тём и Ша» (1978) (в советском кинопрокате был представлен под названием «Огонёк в джунглях»). Этим фильмом Фам Ки Нам открыл ещё одну будущую вьетнамскую кинозвезду Ле Ван.
В 1979 году режиссёр снова снимает Ле Ван в главной роли ещё в одном фильме «Исповедь перед рассветом» (1979).

### Смерть
В марте 1984 года Фам Ки Нам неожиданно скончался из-за внезапной смерти.
В 2012 году посмертно был удостоен звания Народного артиста Вьетнама.

## Фильмография

### Художественные фильмы
- 1959 — На берегах одной реки
- 1960 — Сувенир погибшего
- 1962 — Сестрёнка Ты Хау
- 1971 — Негде укрыться
- 1978 — Тём и Ша
- 1979 — Исповедь перед рассветом

### Документальные фильмы
- 1972 — Нгуен Тхай Бинь
- 1975 — День Независимости 2 сентября 1945 года
- 1975 — Нгуен Ай Куок - Хо Ши Мин

## Семья
Непервой женой Фам Ки Нама была актриса Тхань Ту. Позже они развелись.